# Forgues (Haute-Garonne)
Pour les articles homonymes, voir Forgues.
Forgues est une commune française située dans le centre du département de la Haute-Garonne en région Occitanie. Sur le plan historique et culturel, la commune est dans le pays de Comminges, correspondant à l’ancien comté de Comminges, circonscription de la province de Gascogne située sur les départements actuels du Gers, de la Haute-Garonne, des Hautes-Pyrénées et de l'Ariège.
Exposée à un climat océanique altéré, elle est drainée par le "ruisseau le Riou Tort ou du Pontet" et par divers autres petits cours d'eau. La commune possède un patrimoine naturel remarquable composé d'une zone naturelle d'intérêt écologique, faunistique et floristique.
Forgues est une commune rurale qui compte 217 habitants en 2022, après avoir connu une forte hausse de la population depuis 1975. Elle fait partie de l'aire d'attraction de Toulouse.
Ses habitants sont appelés les Forgais et Forgaises.

## Géographie

### Localisation
La commune de Forgues se trouve dans le département de la Haute-Garonne, en région Occitanie.
Elle se situe à 37 km à vol d'oiseau de Toulouse, préfecture du département, à 23 km de Muret, sous-préfecture, et à 25 km de Cazères, bureau centralisateur du canton de Cazères dont dépend la commune depuis 2015 pour les élections départementales.
La commune fait en outre partie du bassin de vie de Rieumes.
Les communes les plus proches sont :
Lahage (1,7 km), Monès (6,2 km), Plagnole (3,1 km), Montgras (4,1 km), Pébées (5,5 km), Le Pin-Murelet (8,2 km), Sabonnères (4,1 km), Saint-Loube (5,4 km).
Sur le plan historique et culturel, Forgues fait partie du pays toulousain, une ceinture de plaines fertiles entrecoupées de bosquets d'arbres, aux molles collines semées de fermes en briques roses, inéluctablement grignotée par l'urbanisme des banlieues.
Forgues est limitrophe de six autres communes dont deux, dans le département du Gers.
Les communes limitrophes sont Lahage, Monès, Plagnole, Rieumes, Laymont et Saint-Loube.
|                    | Lahage  |          |
| Saint-Loube (Gers) | Forgues | Rieumes  |
| Laymont (Gers)     | Monès   | Plagnole |

### Géologie et relief
La superficie de la commune est de 524 hectares ; son altitude varie de 203  à   328 mètres.
Commune à l'ouest d'une ligne de crêtes boisées, limite d'une "terrasse", le long de laquelle passait la Garonne, voilà un million d'années.
La ligne de partage des eaux entre la Save et le Touch passe au centre du bourg.

### Hydrographie

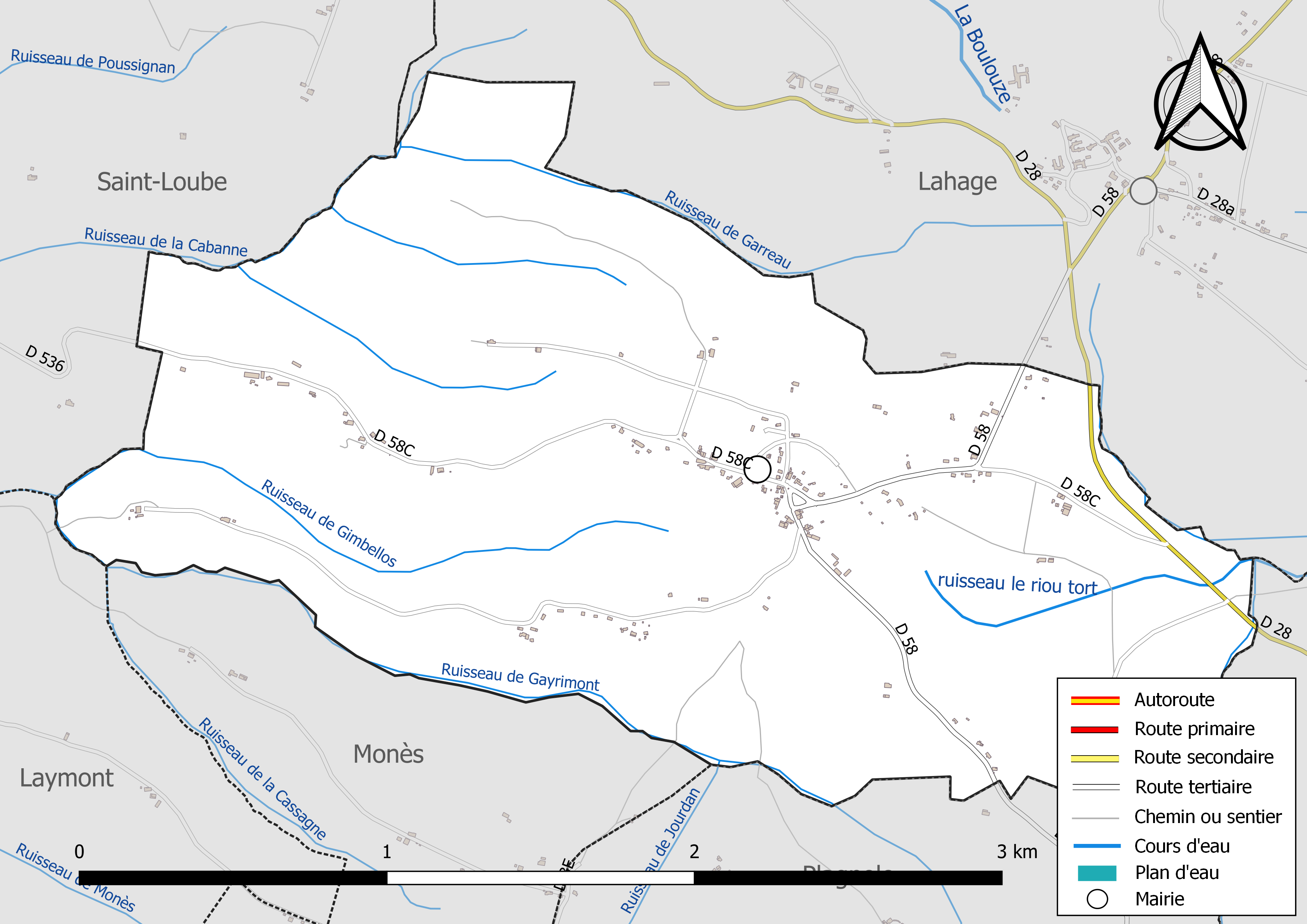
Réseaux hydrographique et routier de Forgues.

La commune est dans le bassin de la Garonne, au sein du bassin hydrographique Adour-Garonne. Elle est drainée par le ruisseau le riou tort, le ruisseau de Garreau, le ruisseau de Gayrimont, le ruisseau de Gimbellos, le ruisseau de Jourdan, le ruisseau de la Cabanne, le ruisseau de la Cassagne, le ruisseau Rieumes et par divers petits cours d'eau, constituant un réseau hydrographique de 10 km de longueur totale,.

### Climat
Pour des articles plus généraux, voir Climat de l'Occitanie et Climat de la Haute-Garonne.
En 2010, le climat de la commune est de type climat océanique altéré, selon une étude s'appuyant sur une série de données couvrant la période 1971-2000. En 2020, Météo-France publie une typologie des climats de la France métropolitaine dans laquelle la commune est toujours exposée à un climat océanique altéré et est dans la région climatique Aquitaine, Gascogne, caractérisée par une pluviométrie abondante au printemps, modérée en automne, un faible ensoleillement au printemps, un été chaud (19,5 °C), des vents faibles, des brouillards fréquents en automne et en hiver et des orages fréquents en été (15 à 20 jours).
Pour la période 1971-2000, la température annuelle moyenne est de 12,7 °C, avec une amplitude thermique annuelle de 15,4 °C. Le cumul annuel moyen de précipitations est de 781 mm, avec 9,3 jours de précipitations en janvier et 5,9 jours en juillet. Pour la période 1991-2020, la température moyenne annuelle observée sur la station météorologique la plus proche, située sur la commune de Lherm à 14 km à vol d'oiseau, est de 13,6 °C et le cumul annuel moyen de précipitations est de 620,4 mm,. Pour l'avenir, les paramètres climatiques de la commune estimés pour 2050 selon différents scénarios d’émission de gaz à effet de serre sont consultables sur un site dédié publié par Météo-France en novembre 2022.

### Milieux naturels et biodiversité

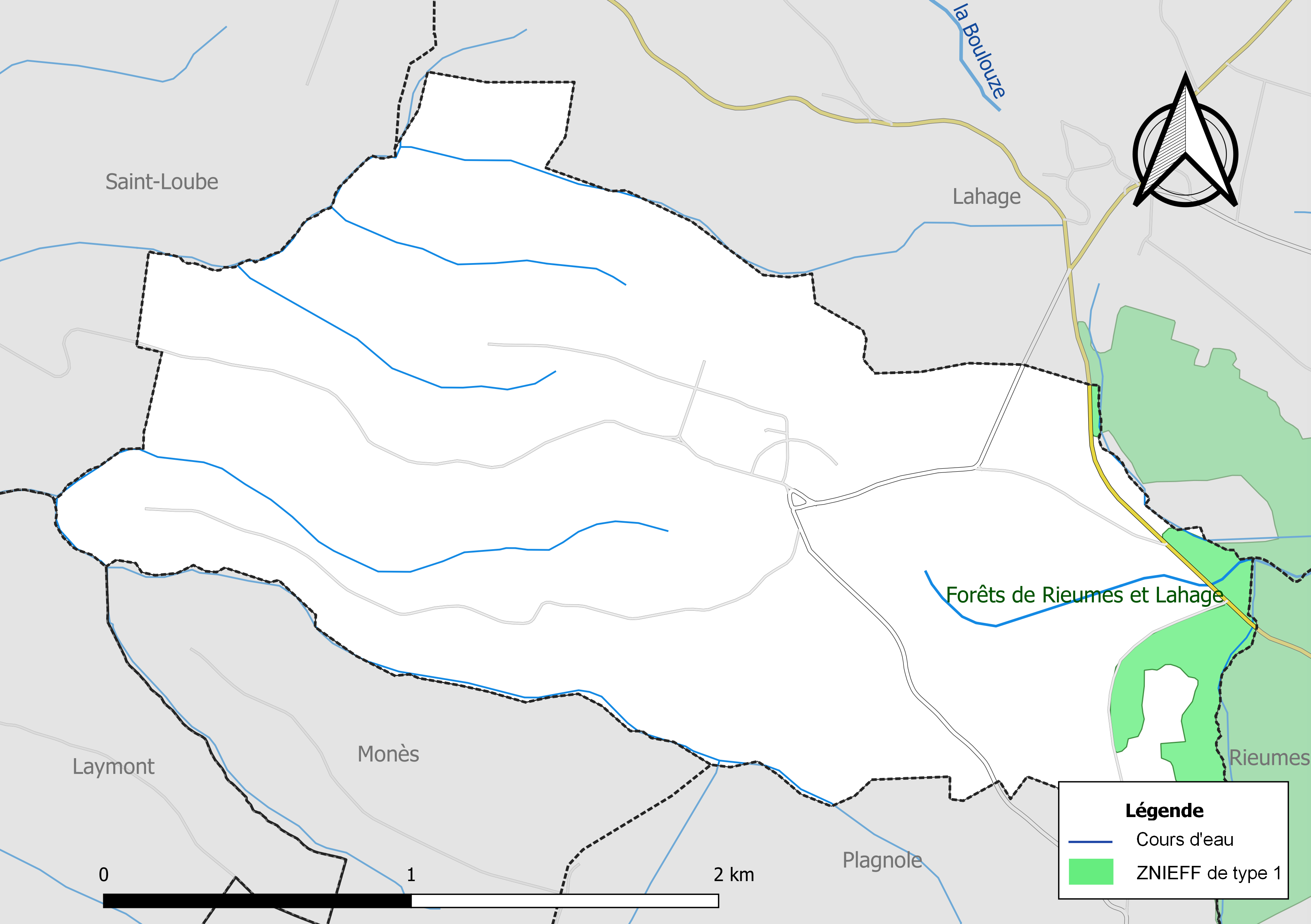
Carte de la ZNIEFF de type 1 localisée sur la commune.

L’inventaire des zones naturelles d'intérêt écologique, faunistique et floristique (ZNIEFF) a pour objectif de réaliser une couverture des zones les plus intéressantes sur le plan écologique, essentiellement dans la perspective d’améliorer la connaissance du patrimoine naturel national et de fournir aux différents décideurs un outil d’aide à la prise en compte de l’environnement dans l’aménagement du territoire.
Une ZNIEFF de type 1 est recensée sur la commune :
les « forêts de Rieumes et Lahage » (728 ha), couvrant 7 communes du département.

## Urbanisme

### Typologie
Au 1er janvier 2024, Forgues est catégorisée commune rurale à habitat dispersé, selon la nouvelle grille communale de densité à sept niveaux définie par l'Insee en 2022.
Elle est située hors unité urbaine. Par ailleurs la commune fait partie de l'aire d'attraction de Toulouse, dont elle est une commune de la couronne,. Cette aire, qui regroupe 527 communes, est catégorisée dans les aires de 700 000 habitants ou plus (hors Paris),.

### Occupation des sols
L'occupation des sols de la commune, telle qu'elle ressort de la base de données européenne d’occupation biophysique des sols Corine Land Cover (CLC), est marquée par l'importance des territoires agricoles (96,1 % en 2018), une proportion identique à celle de 1990 (96,1 %). La répartition détaillée en 2018 est la suivante :
zones agricoles hétérogènes (66 %), terres arables (30,1 %), forêts (3,9 %). L'évolution de l’occupation des sols de la commune et de ses infrastructures peut être observée sur les différentes représentations cartographiques du territoire : la carte de Cassini (XVIIIe siècle), la carte d'état-major (1820-1866) et les cartes ou photos aériennes de l'IGN pour la période actuelle (1950 à aujourd'hui).

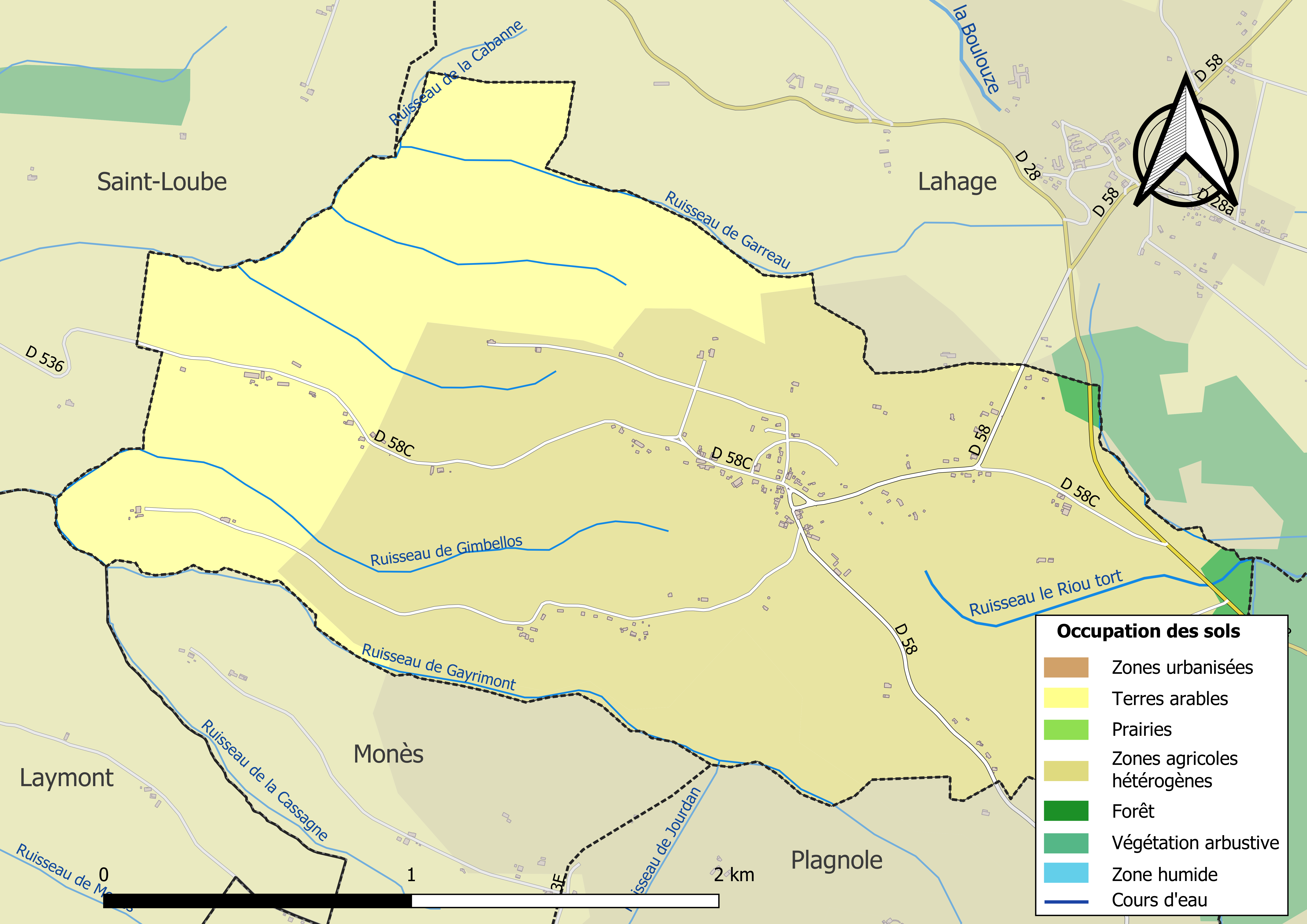
Carte des infrastructures et de l'occupation des sols de la commune en 2018 (CLC).

### Voies de communication et transports
Accès par les routes départementales D28 (Rieumes - Samatan) et D58 (Saint-Thomas-Savères).
Transports scolaires vers les écoles, collèges et lycées.

### Risques majeurs
Le territoire de la commune de Forgues est vulnérable à différents aléas naturels : météorologiques (tempête, orage, neige, grand froid, canicule ou sécheresse), feux de forêts et séisme (sismicité très faible). Un site publié par le BRGM permet d'évaluer simplement et rapidement les risques d'un bien localisé soit par son adresse soit par le numéro de sa parcelle.
Un plan départemental de protection des forêts contre les incendies a été approuvé par arrêté préfectoral du 25 septembre 2006. Forgues est exposée au risque de feu de forêt du fait de la présence sur son territoire du massif de Rieumes. Il est ainsi défendu aux propriétaires de la commune et à leurs ayants droit de porter ou d’allumer du feu dans l'intérieur et à une distance de 200 mètres des bois, forêts, plantations, reboisements ainsi que des landes. L’écobuage est également interdit, ainsi que les feux de type méchouis et barbecues, à l’exception de ceux prévus dans des installations fixes (non situées sous couvert d'arbres) constituant une dépendance d'habitation,

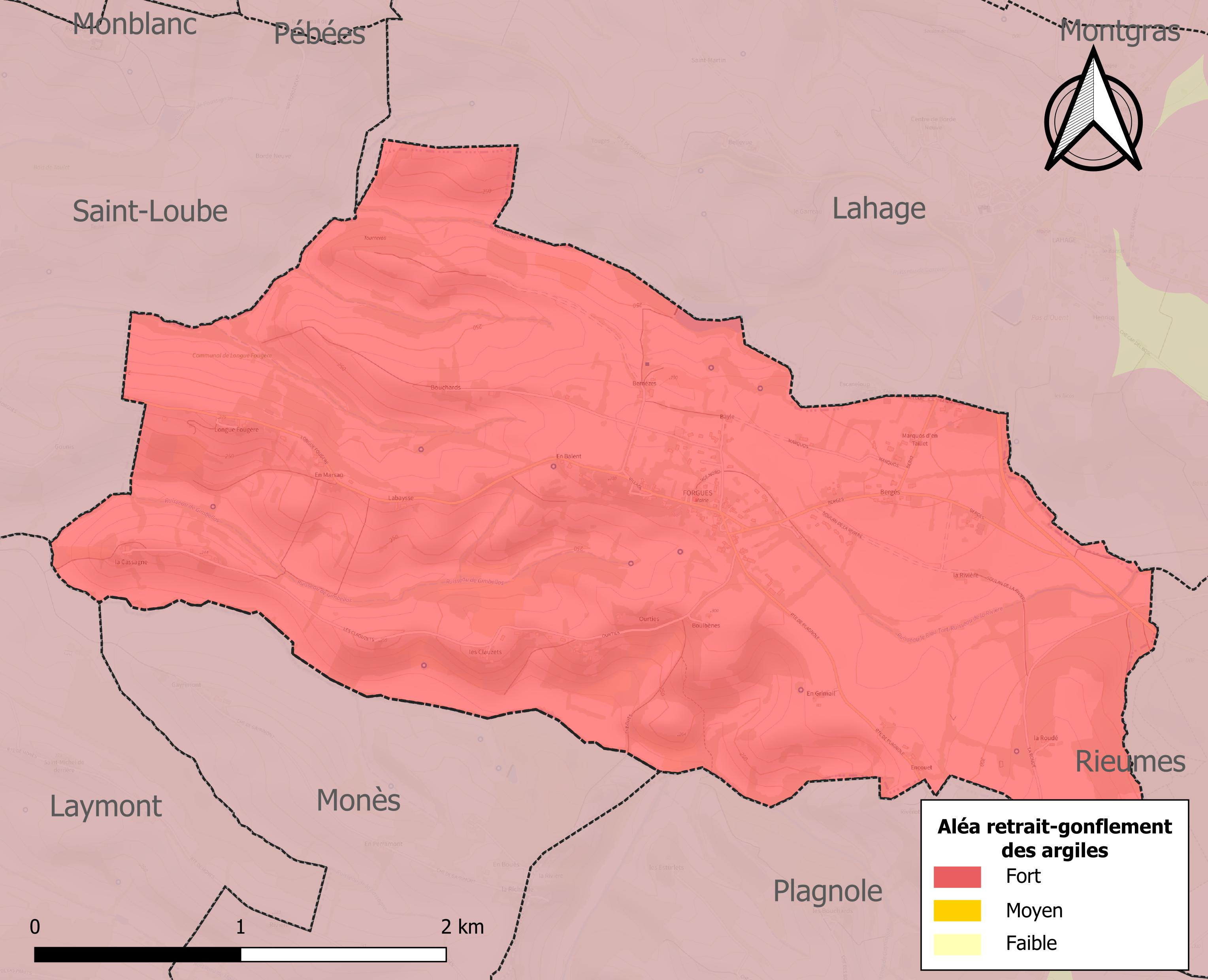
Carte des zones d'aléa retrait-gonflement des sols argileux de Forgues.

Le retrait-gonflement des sols argileux est susceptible d'engendrer des dommages importants aux bâtiments en cas d’alternance de périodes de sécheresse et de pluie. La totalité de la commune est en aléa moyen ou fort (88,8 % au niveau départemental et 48,5 % au niveau national). Sur les 106 bâtiments dénombrés sur la commune en 2019, 106 sont en aléa moyen ou fort, soit 100 %, à comparer aux 98 % au niveau départemental et 54 % au niveau national. Une cartographie de l'exposition du territoire national au retrait gonflement des sols argileux est disponible sur le site du BRGM,.
Par ailleurs, afin de mieux appréhender le risque d’affaissement de terrain, l'inventaire national des cavités souterraines permet de localiser celles situées sur la commune.
Concernant les mouvements de terrains, la commune a été reconnue en état de catastrophe naturelle au titre des dommages causés par la sécheresse en 1989, 1999, 2003 et 2011 et par des mouvements de terrain en 1999.

## Toponymie
En occitan gascon Forgues se dit  " Horgos".
(Lieu où l'on travaillait le fer / forge)

## Histoire
Extrait de Quelques Jalons pour l'Histoire de Forgues N.D 1980.

### Préhistoire
Des haches de pierre ont été découvertes à Forgues et sont exposées au musée archéologique de Montpezat (Gers). Les plus anciens peuples cités sont les Ligures. Puis les Aquitains, qui s'y trouvaient au temps de César : Ce n'était pas des Gaulois ; nos ancêtres étaient frères de race des Espagnols et devaient parler une langue parente du basque.

### Antiquité
Vers 300 av. J.-C. : Les Volques Tectosages sont un peuple Gaulois qui envahit l'actuel Languedoc. Une de leurs tribus, les Tolosates, fondent Toulouse et étendent leur influence jusqu'à notre région. Forgues est alors sur la frontière entre Gaulois et Aquitains. C'est peut être à cette époque que fut introduite à Forgues la métallurgie du fer, qui au temps des Romains a donné son nom au lieu (Forgues, latin « fabricas » - forges).
Vers 106 avant J.-C. : Les romains organisent une expédition punitive contre les Tolosates
Vers 56 avant J.-C. : César bat les Aquitains (Tessons d"amphore découverts dans les années 1960 au chemin des Bouchars, Tegulae trouvées en 1976 Établissement Gallo - Romain ?)
Entre 300 et 400 : La langue aquitaine a disparu, remplacée par le latin. Premiers messages chrétiens.
En 407 : Passage des Vandales, des Alains et des Suèves.

### Moyen Âge
En l'an 1000, l'église de Forgues est attestée  dans les actes du Fonds de Malte.
En 1120, l'église de Linard ( Aujourd'hui Lénard, lieu dit sur les communes de Forgues et de Lahage) est donnée aux Hospitaliers de Saint-Jean de Jérusalem.
Après 1120 : Le  comte de Comminges s'étale vers le nord, acquiert la Seigneurie de Muret-Samatan qui englobe Forgues ; Muret en devient la première puissance locale.
En 1203 : Bernard dit Latro de Bergonhas est témoin de l'acte autorisant la construction du pont de Muret, aux côtés de Bernard Baron, Bayle de Muret, d 'Arnaud de Mascaron, et autres prud'hommes de la ville.
En 1209 : Le comte de Toulouse envahit le Comminges.
En 1228 : La famille aristocratique, de Bergonhas, qui semble importante dans la société locale, réside à Forgues.
En 1249 : Le comté de Toulouse tombe dans le domaine royal à la mort du comte Raymond VII
En 1270 : Création de la Sénéchaussée de Toulouse. Le roi gouverne, par son sénéchal un vaste territoire dont Forgues fait partie.
En 1317 : Création par le pape Jean XXII du diocèse de Lombez qui compte cent paroisses dont Forgues.
En 1347 et suivantes : Peste noire - Guerre de Cent Ans.
En 1364 : Les grandes Compagnies pillent et incendient la région. Le castéra de Forgues est construit pour protéger les habitants du lieu.
(Les poteries trouvées lors des fouilles archéologiques du castéra réalisées vers 1970, sont exposées au musée Clément Ader de Muret)

### Temps modernes
Au XVe siècle, Forgues fait partie de la jugerie royale de Rivière. Enclave de Rieumes, avec Rieumes, Forgues, Lherm et Sajas.
Au XVIe siècle : Le minutier de Maître Dubarat notaire à Forgues donne de précieux détails sur la région (1583-1584)
Les seigneurs de Forgues- Lahage habitent au château de Lahage,
Catherine de Touges, dame de Forgues donne à la communauté en 1585, les terrains dits "communaux de Longue hauguère"
De 1775 à 1776 : Terrible épizootie. Presque tout le bétail est détruit Les loups affamés attaquent les gens.

### Révolution française et Empire
Le 14 décembre 1789, création de la municipalité de Forgues.
Le 20 février 1790, création du département de la Haute Garonne, suppression de             l'évêché de Lombez et de la jugerie Rivière-Verdun.
En 1793: Municipalité est remplacé par commune de Forgues.

### Époque contemporaine
25 Avril 1827 : Procès verbal de délimitation de la commune avec celles de Lahage, Rieumes, Plagnole, Monès, Laymont et Saint Loube-Amades. Il est précisé sur le dit procès verbal "Qu'il conviendrait de réunir avec Saint Loube-Amades, l'enclave de la Cabanne d'Astérac de Forgues situé dans le département du Gers"; Enclave d'une superficie de 33 hectares, 3 habitations, 18 habitants.
Vers 1846 : Déplacement du cimetière.
En 1855 :Acquisition d'une maison et de ses dépendances pour l'établissement d'un Presbytère et d'une Mairie
18 Novembre 1873: Ouverture d'un débit de tabacs
En 1874: Création d'un nouveau chemin entre Forgues et Saint Loube-Amades; Tronçon entre le quartier de Longue Fougère et Amades
En 1877 : Acquisition d'une maison pour l'établissement d'une maison d'école.
En 1879 : Construction du monument à la mémoire des ancêtres de la Famille Soulé. Transformé en monument aux morts vers 1920
En 1885-1898 : Reconstruction des murs Est, Sud et Ouest de l'église
15 décembre 1900 : Ouverture de la ligne de chemin de fer de Toulouse à Boulogne-sur-Gesse
2 juin 1901 : Affectation d'un facteur-receveur de la Poste sur la Commune
Au XXe siècle, la commune se dépeuple : (1836 - 388 habitants) (1975 - 72 habitants)
Diverses poteries du XIXe siècle, données par Madame Marie Birbet, habitante de Forgues, sont exposées au musée de Montpezat.
Première Guerre mondiale : 11 morts
En 1936 : Construction du réseau de distribution électrique par le Syndicat d'électrification de Forgues
Seconde Guerre mondiale 1939-1945 : 1 mort
31 décembre 1949 : Fermeture de la ligne de chemin de fer
En 1955 : Démolition du clocher mur; Construction du clocher actuel - Fabien Castaing, architecte
En 1967 : Fermeture de l'école communale;
En 1969 : Création du réseau de distribution d'eau potable par le Syndicat des eaux des coteaux du Touch
En 1972 : Restauration de l'église; remplacement de la toiture; démolition de la chapelle de la Vierge
En 1982 : Construction de l'ensemble mairie - salle des fêtes - Curvale, agréé en architecture
En 1992 : Fermeture de l'épicerie, café, débit de tabacs.
Entre 1992 et 1998: Urbanisation du village; giratoire du Padouent, création de la place de la mairie, réouverture des anciens chemins publics pour la randonnée.
En 2024: Agrandissement du cimetière communal.

## Politique et administration

### Administration municipale
Le nombre d'habitants au recensement de 2011 étant compris entre 100 et 499, le nombre de membres du conseil municipal pour l'élection de 2020 est de onze,.

### Rattachements administratifs et électoraux
Commune faisant partie de la huitième circonscription de la Haute-Garonne, de la communauté de communes Cœur de Garonne, et du canton de Cazères (avant le redécoupage départemental de 2014, la commune de Forgues faisait partie de l'ex-canton de Rieumes) et avant le 1er janvier 2017 elle faisait partie de la communauté de communes du Savès.

### Liste des maires
| Période                                  | Période  | Identité        | Étiquette | Qualité               |
| ---------------------------------------- | -------- | --------------- | --------- | --------------------- |
| Les données manquantes sont à compléter. |          |                 |           |                       |
| mars 1965                                | 1989     | Roger Soulan    |           | Agriculteur           |
| mars 1989                                | 2001     | Denis Aragon    |           | Chef d'entreprise     |
| mars 2001                                | 2014     | Guy Berges      |           | Professeur de collège |
| mars 2014                                | En cours | William Larrieu |           | Agent territorial     |

## Population et société

### Démographie
L'évolution du nombre d'habitants est connue à travers les recensements de la population effectués dans la commune depuis 1793. Pour les communes de moins de 10 000 habitants, une enquête de recensement portant sur toute la population est réalisée tous les cinq ans, les populations de référence des années intermédiaires étant quant à elles estimées par interpolation ou extrapolation. Pour la commune, le premier recensement exhaustif entrant dans le cadre du nouveau dispositif a été réalisé en 2007.

En 2022, la commune comptait 217 habitants, en évolution de +4,33 % par rapport à 2016 (Haute-Garonne : +8,02 %, France hors Mayotte : +2,11 %).
| 1793 | 1800 | 1806 | 1821 | 1831 | 1836 | 1841 | 1846 | 1851 |
| ---- | ---- | ---- | ---- | ---- | ---- | ---- | ---- | ---- |
| 325  | 301  | 320  | 363  | 355  | 388  | 371  | 363  | 348  |

| 1856 | 1861 | 1866 | 1872 | 1876 | 1881 | 1886 | 1891 | 1896 |
| ---- | ---- | ---- | ---- | ---- | ---- | ---- | ---- | ---- |
| 347  | 368  | 355  | 306  | 287  | 287  | 305  | 270  | 272  |

| 1901 | 1906 | 1911 | 1921 | 1926 | 1931 | 1936 | 1946 | 1954 |
| ---- | ---- | ---- | ---- | ---- | ---- | ---- | ---- | ---- |
| 237  | 231  | 219  | 178  | 173  | 152  | 151  | 151  | 131  |

| 1962 | 1968 | 1975 | 1982 | 1990 | 1999 | 2006 | 2007 | 2012 |
| ---- | ---- | ---- | ---- | ---- | ---- | ---- | ---- | ---- |
| 122  | 90   | 72   | 75   | 120  | 152  | 178  | 182  | 191  |

| 2017 | 2022 | - | - | - | - | - | - | - |
| ---- | ---- | - | - | - | - | - | - | - |
| 212  | 217  | - | - | - | - | - | - | - |

| selon la population municipale des années : | 1968 | 1975 | 1982 | 1990 | 1999 | 2006 | 2009 | 2013 |
| Rang de la commune dans le département      | 463  | 462  | 484  | 431  | 409  | 397  | 401  | 397  |
| Nombre de communes du département           | 592  | 582  | 586  | 588  | 588  | 588  | 589  | 589  |

### Enseignement
Forgues fait partie de l'académie de Toulouse.

### Culture
Foyer rural de Forgues (Association type 1901 créée en 1948), Bibliothèque (Section du Foyer rural de Forgues), Fête du village (mi-juin),

### Activités sportives
Chasse, pétanque, randonnées pédestres,

### Écologie et recyclage
La collecte et le traitement des déchets ménagers et assimilés ainsi que la protection et la mise en valeur de l'environnement sont une compétence de la Communauté de communes Cœur de Garonne, ainsi que la déchetterie située au 1400 route de Poucharramet sur la commune de Rieumes.

## Économie

### Revenus
En 2018 (données Insee publiées en septembre 2021), la commune compte 84 ménages fiscaux, regroupant 219 personnes. La médiane du revenu disponible par unité de consommation est de 25 310 € (23 140 € dans le département).

### Emploi
|                | 2008  | 2013  | 2018  |
| -------------- | ----- | ----- | ----- |
| Commune        | 5,1 % | 4,8 % | 5,5 % |
| Département    | 7,7 % | 9,6 % | 9,3 % |
| France entière | 8,3 % | 10 %  | 10 %  |

En 2018, la population âgée de 15 à 64 ans s'élève à 147 personnes, parmi lesquelles on compte 80 % d'actifs (74,5 % ayant un emploi et 5,5 % de chômeurs) et 20 % d'inactifs,. Depuis 2008, le taux de chômage communal (au sens du recensement) des 15-64 ans est inférieur à celui de la France et du département.
La commune fait partie de la couronne de l'aire d'attraction de Toulouse, du fait qu'au moins 15 % des actifs travaillent dans le pôle,. Elle compte 15 emplois en 2018, contre 23 en 2013 et 17 en 2008. Le nombre d'actifs ayant un emploi résidant dans la commune est de 111, soit un indicateur de concentration d'emploi de 13,7 % et un taux d'activité parmi les 15 ans ou plus de 69,6 %.
Sur ces 111 actifs de 15 ans ou plus ayant un emploi, 12 travaillent dans la commune, soit 11 % des habitants. Pour se rendre au travail, 93,6 % des habitants utilisent un véhicule personnel ou de fonction à quatre roues, 0,9 % les transports en commun, 0,9 % s'y rendent en deux-roues, à vélo ou à pied et 4,6 % n'ont pas besoin de transport (travail au domicile).

### Activités hors agriculture

#### Secteurs d'activités
22 établissements sont implantés à Forgues au 31 décembre 2019. Le tableau ci-dessous en détaille le nombre par secteur d'activité et compare les ratios avec ceux du département,.
Le secteur des autres activités de services est prépondérant sur la commune puisqu'il représente 18,2 % du nombre total d'établissements de la commune (4 sur les 22 entreprises implantées à Forgues), contre 7,9 % au niveau départemental.

#### Entreprises et commerces
L'économie est basée sur l'agriculture principalement de céréales (maïs, blé, tournesol...) qui ont encore une place très importante mais tendent à diminuer en faveur de zones résidentielles liées à la proximité de l'agglomération toulousaine puisque étant dans son aire urbaine.

### Agriculture
|               | 1988 | 2000 | 2010 | 2020 |
| ------------- | ---- | ---- | ---- | ---- |
| Exploitations | 8    | 10   | 5    | 5    |
| SAU (ha)      | 224  | 306  | 180  | 290  |

La commune est dans les « Coteaux du Gers », une petite région agricole occupant une partie nord-ouest du département de la Haute-Garonne, caractérisée par une succession de coteaux peu accidentés, les surfaces cultivées étant entièrement dévolues aux grandes cultures. En 2020, l'orientation technico-économique de l'agriculture  sur la commune est la polyculture et/ou le polyélevage. Cinq exploitations agricoles ayant leur siège dans la commune sont dénombrées lors du recensement agricole de 2020 (huit en 1988). La superficie agricole utilisée est de 290 ha,,.

## Culture locale et patrimoine

### Lieux et monuments
- Mottes castrales (À l'ouest de l'église, et casteras au lieu dit "Bernèzes")
- Silos à grains dans l'habitat privé du 15e ou 16e siècle,
- Église Notre-Dame de l'Assomption
- Monument aux morts (Ancien monument privé)
- Clocher reconstruit en 1955 (Fabien Castaing, Architecte)
- Vitraux de l'église; Atelier Saint-Blancat Toulouse
- Ancien moulin à vent (Moulin du Seigneur de Forgues-Lahage) au lieu-dit Boulbènes ;
- Maisons à façades avec colombages (Maison du Bayle) ou briques/cailloux ; Puits de formes variées
- Ancienne gare de Forgues de la ligne de chemin de fer de Toulouse à Boulogne-sur-Gesse.
- Musée Le dolium de Montpezat (32)
- Musée Clément Ader de Muret (31)

### Personnalités liées à la commune
- Sylvain Augier 1955-2024, journaliste et animateur de télévision

#### Site de l'Insee
1. 1 2 3 4 5  Insee, « Métadonnées de la commune de Forgues (Haute-Garonne) ».
2. ↑  « La grille communale de densité », sur insee,fr, 28 mai 2024 (consulté le 27 juin 2024).
3. ↑  « Liste des communes composant l'aire d'attraction de Toulouse », sur insee.fr (consulté le 27 juin 2024).
4. ↑  Marie-Pierre de Bellefon, Pascal Eusebio, Jocelyn Forest, Olivier Pégaz-Blanc et Raymond Warnod (Insee), « En France, neuf personnes sur dix vivent dans l’aire d’attraction d’une ville », sur insee.fr, 21 octobre 2020 (consulté le 27 juin 2024).
5. ↑  « REV T1 - Ménages fiscaux de l'année 2018 à Forgues » (consulté le 2 février 2022).
6. ↑  « REV T1 - Ménages fiscaux de l'année 2018 dans la Haute-Garonne » (consulté le 2 février 2022).
7. 1 2  « Emp T1 - Population de 15 à 64 ans par type d'activité en 2018 à Forgues » (consulté le 2 février 2022).
8. ↑  « Emp T1 - Population de 15 à 64 ans par type d'activité en 2018 dans la Haute-Garonne » (consulté le 2 février 2022).
9. ↑  « Emp T1 - Population de 15 à 64 ans par type d'activité en 2018 dans la France entière » (consulté le 2 février 2022).
10. ↑  « Base des aires d'attraction des villes 2020 », sur site de l'Insee (consulté le 10 avril 2021).
11. ↑  « Emp T5 - Emploi et activité en 2018 à Forgues » (consulté le 2 février 2022).
12. ↑  « ACT T4 - Lieu de travail des actifs de 15 ans ou plus ayant un emploi qui résident dans la commune en 2018 » (consulté le 2 février 2022).
13. ↑  « ACT G2 - Part des moyens de transport utilisés pour se rendre au travail en 2018 » (consulté le 2 février 2022).
14. ↑  « DEN T5 - Nombre d'établissements par secteur d'activité au 31 décembre 2019 à Forgues » (consulté le 12 février 2022).
15. ↑  « DEN T5 - Nombre d'établissements par secteur d'activité au 31 décembre 2019 dans la Haute-Garonne » (consulté le 12 février 2022).

#### Autres sources
1. ↑  Stephan Georg, « Distance entre Forgues et Toulouse », sur fr.distance.to (consulté le 24 août 2021).
2. ↑  Stephan Georg, « Distance entre Forgues et Muret », sur fr.distance.to (consulté le 24 août 2021).
3. ↑  
Stephan Georg, « Distance entre Forgues et Cazères », sur fr.distance.to (consulté le 24 août 2021).
4. ↑  « Communes les plus proches de Forgues », sur villorama.com (consulté le 24 août 2021).
5. ↑  Frédéric Zégierman, Le guide des pays de France - Sud, Paris, Fayard, avril 1999 (ISBN 2-213-59961-0), p. 378-379.
6. ↑  Carte IGN sous Géoportail
7. ↑  Répertoire géographique des communes, publié par l'Institut national de l'information géographique et forestière, [lire en ligne].
8. ↑  « Le réseau hydrographique du bassin Adour-Garonne. » [PDF], sur draaf.occitanie.agriculture.gouv.fr (consulté le 5 novembre 2021).
9. ↑  « Fiche communale de Forgues », sur le système d'information pour la gestion des eaux souterraines en Occitanie (consulté le 5 novembre 2021).
10. 1 2  Daniel Joly, Thierry Brossard, Hervé Cardot, Jean Cavailhes, Mohamed Hilal et Pierre Wavresky, « Les types de climats en France, une construction spatiale », Cybergéo, revue européenne de géographie - European Journal of Geography, no 501,‎ 18 juin 2010 (DOI 10.4000/cybergeo.23155, lire en ligne, consulté le 21 novembre 2023)
11. ↑  « Zonages climatiques en France métropolitaine. », sur pluiesextremes.meteo.fr (consulté le 21 novembre 2023).
12. ↑  « Orthodromie entre Forgues et Lherm », sur fr.distance.to (consulté le 21 novembre 2023).
13. ↑  « Station Météo-France « Muret-Lherm » (commune de Lherm) - fiche climatologique - période 1991-2020 », sur donneespubliques.meteofrance.fr (consulté le 21 novembre 2023).
14. ↑  « Station Météo-France « Muret-Lherm » (commune de Lherm) - fiche de métadonnées. », sur donneespubliques.meteofrance.fr (consulté le 21 novembre 2023).
15. ↑  « Climadiag Commune : diagnostiquez les enjeux climatiques de votre collectivité. », sur meteofrance.fr, novembre 2022 (consulté le 21 novembre 2023).
16. ↑  « Liste des ZNIEFF de la commune de Forgues », sur le site de l'Inventaire national du patrimoine naturel (consulté le 29 août 2021).
17. ↑  « ZNIEFF les « forêts de Rieumes et Lahage » - fiche descriptive », sur le site de l'inventaire national du patrimoine naturel (consulté le 29 août 2021).
18. ↑  « CORINE Land Cover (CLC) - Répartition des superficies en 15 postes d'occupation des sols (métropole). », sur le site des données et études statistiques du ministère de la Transition écologique. (consulté le 13 avril 2021).
19. 1 2  « Les risques près de chez moi - commune de Forgues », sur Géorisques (consulté le 17 octobre 2022).
20. ↑  BRGM, « Évaluez simplement et rapidement les risques de votre bien », sur Géorisques (consulté le 10 septembre 2022).
21. ↑  « Dossier départemental des risques majeurs dans la Haute-Garonne », sur haute-garonne.gouv.fr (consulté le 10 septembre 2022), chapitre Risque feux de forêts.
22. ↑  « Prévention des incendies de forêt en Haute-Garonne », sur haute-garonne.gouv.fr (consulté le 10 septembre 2022).
23. ↑  « Retrait-gonflement des argiles », sur le site de l'observatoire national des risques naturels (consulté le 10 septembre 2022).
24. ↑  « Liste des cavités souterraines localisées sur la commune de Forgues », sur georisques.gouv.fr (consulté le 10 septembre 2022).
25. ↑  Muriel Van Elsuwé, « Géographie des jugeries royales de Gascogne aux XIVe et XVe siècles », Annales du Midi, vol. 81, no 92,‎ 1969, p. 141–161 (DOI 10.3406/anami.1969.4587, lire en ligne, consulté le 25 mars 2024)
26. ↑  « Association archéologique CERAMES », sur Cerames (consulté le 21 septembre 2023).
27. ↑  art L. 2121-2 du code général des collectivités territoriales.
28. ↑  « Résultats des élections municipales et communautaires 2014 », sur interieur.gouv.fr (consulté le 15 août 2020).
29. ↑  L'organisation du recensement, sur insee.fr.
30. ↑  Calendrier départemental des recensements, sur insee.fr.
31. ↑  Des villages de Cassini aux communes d'aujourd'hui sur le site de l'École des hautes études en sciences sociales.
32. ↑  Fiches Insee - Populations de référence de la commune pour les années 2006, 2007, 2008, 2009, 2010, 2011, 2012, 2013, 2014, 2015, 2016, 2017, 2018, 2019, 2020, 2021 et 2022.
33. 1 2 3 4 5  INSEE, « Population selon le sexe et l'âge quinquennal de 1968 à 2012 (1990 à 2012 pour les DOM) », sur insee.fr, 15 octobre 2015 (consulté le 10 janvier 2016).
34. ↑  INSEE, « Populations légales 2006 des départements et des collectivités d'outre-mer », sur insee.fr, 1er janvier 2009 (consulté le 8 janvier 2016).
35. ↑  INSEE, « Populations légales 2009 des départements et des collectivités d'outre-mer », sur insee.fr, 1er janvier 2012 (consulté le 8 janvier 2016).
36. ↑  INSEE, « Populations légales 2013 des départements et des collectivités d'outre-mer », sur insee.fr, 1er janvier 2016 (consulté le 8 janvier 2016).
37. ↑  « Les régions agricoles (RA), petites régions agricoles(PRA) - Année de référence : 2017 », sur agreste.agriculture.gouv.fr (consulté le 12 février 2022).
38. ↑  Présentation des premiers résultats du recensement agricole 2020, Ministère de l’agriculture et de l’alimentation, 10 décembre 2021
39. ↑  « Fiche de recensement agricole - Exploitations ayant leur siège dans la commune de Forgues - Données générales », sur recensement-agricole.agriculture.gouv.fr (consulté le 12 février 2022).